# Sarkodowe
Sarkodowe, zarodziowe (Sarcodina) – wyróżniana czasem (w randze typu lub podtypu) grupa pierwotniaków. Obejmuje korzenionóżki oraz promienionóżki. 
Poruszają się za pomocą nibynóżek. Ich ciało może być okryte plazmolemą bądź cienką pellikulą. U niektórych gatunków ciało może chronić skorupka.